# 克倫別克·庫舍爾巴耶夫
克倫別克·庫舍爾巴耶夫（羅馬化：Qyrymbek Eleuūly Köşerbaev，1955年5月20日—）是哈薩克政治家，自2019年起擔任哈薩克國務部長。在此之前，庫舍爾巴耶夫曾於2013年至2019年擔任總統府負責人、克孜勒奧爾達州州長，2012年至2013年擔任哈薩克第一副總理，2006年至2011年擔任曼吉斯套州州長，2003年至2006年擔任哈薩克駐俄羅斯、芬蘭和亞美尼亞大使，2000至2003年擔任西哈薩克州州長，1997年至2000年擔任教育和科學部長。